# Mujeres españolas exiliadas
El papel de la mujer en España tomó una gran importancia durante la II República. Hasta ese momento, la presencia de la mujer en la vida social y política del país era prácticamente inexistente, pero durante el desarrollo de la II República se producen unas cotas de participación de la mujer hasta entonces inimaginables. El presente artículo habla de la historia e importancia de las mujeres españolas en el exilio.

## La labor de las mujeres
Este surgir de la importancia de la participación social y política de la mujer tuvo muy poca duración, ya que pronto, como consecuencia del inicio de la guerra civil de 1936, el conflicto bélico enfrentó a los españoles, hombres y mujeres, en una lucha de ideas y clases sociales que no eran tan fáciles de catalogar en cada bando contendiente. Además, al igual que ocurrió en el período de las grandes guerras mundiales, durante este conflicto civil, las mujeres tuvieron que comenzar a asimilar que su papel había cambiado, que nada volvería a ser igual y que ellas tenían mucho que hacer y decir sobre lo que ocurriría con sus vidas a partir de ese momento. Durante la guerra su trabajo en todas las esferas era imprescindible, ellas tenían que cuidar campos y ganados, pero también tenían que trabajar en fábricas y talleres, conducir coches y camiones, coser, cocinar. La crianza de los niños era sólo una parte más de sus tareas, pero ni la más importante, ni la única que se esperaba de ellas. Incluso en el campo de batalla su participación era de vital importancia.

### Alistamiento
El discurso igualitario que se defendía a capa y espada en la zona republicana para la participación en la guerra junto con el hombre hizo que las mujeres se alistaran desde el inicio mismo del conflicto y, pese a que un decreto de octubre de 1936 que organizaba las Milicias Populares estableció, entre otras medidas, que las mujeres se dedicaran a tareas auxiliares de intendencia y servicios o en la retaguardia, muchas milicianas no aceptaron esta retirada y continuaron luchando, pese a tenerlo prohibido, durante algunos meses más. Ejemplo de su tesón y valor son: Lina Odena, Aída Lafuente o Manolita del Arco.
Las mujeres de la retaguardia fueron reclamadas, además de para sus tareas “habituales” y los trabajos que eran necesarios cubrir por falta de hombres, para lo que se conocía como “servicios especiales de información”, es decir, espionaje, transporte de armas, enlaces, mensajería.
Por otro lado, muchas de ellas tuvieron que marchar de sus casas con sus hijos y familiares mayores que habían quedado a su cargo, huyendo de los frentes de batalla que cada vez se cernían más en los centros poblaciones y en las masías dispersas por toda la península. Ayudar a los niños a estar en paradero seguro se convirtió para muchas de estas mujeres en su objetivo principal. Se organizaron de este modo colonias escolares, sobre todo en la zona del Levante español, así como expediciones colectivas a países como Rusia, Suiza, Bélgica, Francia e Inglaterra, siendo mujeres las que acompañaban a los niños.

### El grupo feminista Mujeres Libres
Por otro lado, muchas de las mujeres que se incorporaron a la lucha política y sindical en los años de la República dedicaron los años de la guerra a organizar y participar en mítines y otros actos de propaganda en pro de la causa republicana. De entre varios, cabe destacar la labor realizada por el grupo Mujeres Libres, organización feminista dentro del anarcosindicalismo español que existió entre abril de 1936 a febrero de 1939. Este grupo y la revista del mismo nombre habían sido fundados por Lucía Sánchez Saornil, Mercedes Comaposada y Amparo Poch y Gascón.
Esta militancia de la mujer en la guerra llevó a muchas a la cárcel, a otras a los pelotones de fusilamientos y a muchas otras al exilio.

## Historia del exilio
Parece aceptada la observación de que los libros de historia, incluidos los libros de literatura y de artes plásticas, dedican un alto porcentaje de su contenido a los hombres que protagonizaron la guerra civil española. Bastante menor es el espacio dedicado a las mujeres en dicho periodo, así como durante el exilio. No obstante, se ha aceptado que fueron muchas las mujeres que tuvieron que huir por su compromiso a las ideas republicanas y su participación activa en la vida social, cultural y política durante la II República y el conflicto bélico de 1936, incluso algunas de ellas acabaron en campos de exterminio nazis, como es el caso de Neus Català. 
La mayoría de los republicanos que consiguieron huir del país al finalizar la guerra fueron a Francia y a México, siendo este último el destino más estudiado por los historiadores del exilio, lo que ha producido abundante bibliografía.

### Los niños de la guerra
Uno de los grupos de exiliados más estremecedores es el de los llamados "niños de Morelia", que incluyó a huérfanos de guerra e hijos de excombatientes. Recibió ese nombre por haber sido acogidos en la ciudad de Morelia, según decisión del presidente mexicano Lázaro Cárdenas del Río, respaldado por su esposa, Amalia Solórzano Bravo. Pero hubo muchos otros niños que emigraron junto a sus padres huyendo de las represalias políticas tras la guerra civil, y para los que, como en el caso -por citar un ejemplo- de la actriz Alicia Rodríguez, México se convertiría en una segunda patria.

### Proyecto del Archivo de historia oral
De hecho ha existido incluso un proyecto para la elaboración de un Archivo de historia oral sobre "Refugiados españoles en México (Guerra civil y exilio)", que se inició en 1977, por un grupo de mujeres investigadoras, en su mayoría hijas de refugiados o vinculadas a este grupo como, por ejemplo: Concepción Ruiz Funes, Enriqueta Tuñón, Elena Aub, María Luisa Capella. La coordinación quedó en manos de Dolores Plá. Este material ha servido posteriormente como fuente para la publicación de diversos estudios, tales como el de María Luisa Capella: "Identidad y arraigo de los exiliados españoles" (un ejemplo: "Mujeres valencianas exiliadas"), recogido en el libro El exilio valenciano en América. Obra y memoria.

### Exilio a Francia
Datos de los exiliados
Se calcula que alrededor de unas 465,000 personas salieron de España en 1939, en dirección a Francia, y llegaron al departamento francés de Pirineos Orientales. De procedencia geográfica muy diversa, había predominio de catalanes y aragoneses, y una gran diferenciación social, profesional y también respecto a la adscripción política. Era un ecléctico grupo que se veía obligado a exiliarse, restos de un ejército en derrota, dirigentes políticos, cuadros de la administración republicana, mujeres, niños, ancianos. No hay datos exactos sobre el volumen de mujeres y niños que formaban parte de este éxodo. Nada más pasar a Francia, se realizaba una reagrupación de los españoles en campos de selección, en donde se acababan separando las familias, mientras que la mayoría de las mujeres y niños eran conducidos en camiones o trenes hacia distintos pueblos del interior de Francia, donde eran alojados en improvisados refugios. Otros quedaban en campos en condiciones tales que incluso muchos pidieron ser repatriados a España. También hubo muchos casos de repatriaciones forzosas de mujeres y niños, que sin consultar eran devueltos a las autoridades españolas.
También los franceses favorecieron la salida de los refugiados españoles hacia otros países, ya que en un primer momento el enorme número de exiliados republicanos españoles resultaban elementos gravosos y molestos. Surgió entonces la conocida como Junta de Auxilio a los Republicanos Españoles (JARTE), que se creó en Francia el 31 de julio de 1939 por parte de la Diputación permanente de las Cortes Republicanas en el exilio, para ayudar económicamente a lo que emigraban de España por motivos políticos.

### Datos sobre las mujeres españolas exiliadas en México
Consultados los archivos de la Junta, se puede afirmar que el número de mujeres adultas incluidas en los mismos es de 6,330. Si a estas cifras se añaden los datos referidos a las ayudas concedidas por el Servicio de Evacuación de Refugiados Españoles (SERE), con lo que se llega a una cifra aproximada de 8000 mujeres como integrantes del colectivo de republicanos españoles en México. Respecto a las características sociodemográficas y profesionales, en su mayoría se trataba de mujeres casadas de entre 25 y 40 años. En la mayoría de los casos procedían de Cataluña, Castilla la Nueva y Andalucía. Respecto a su trabajo, la mayoría de las mujeres casadas se dedicaban a "tareas del hogar", unas pocas trabajaban en el sector industrial, sobre todo textil, y en el sector servicios. Estas últimas eran las que tenían una mejor cualificación, y entre ellas se contaban maestras, enfermeras, intelectuales y profesionales.

### Mujeres intelectuales
Fueron muchas las españolas de diferentes clases sociales y niveles culturales que acabaron emigrando a México. Entre ellas hubo grandes escritoras como fue el caso de Carmen Stengre, quien escribió la primera novela testimonial sobre el genocidio judío de la II Guerra Mundial en la literatura española. Además están también las escritoras Ernestina de Champourcín, Concepción Méndez Cuesta, María Zambrano, pertenecientes a la Generación del 27; la también escritora Mercedes Pinto, la maestra Estrella Cortichs, la pintora surrealista Remedios Varo, pero también hubo muchas mujeres anónimas que tuvieron que iniciar una nueva vida lejos del país que conocían desde su niñez.

## Colegios españoles en México
En México se crearon colegios españoles como el Instituto Hispano Mexicano “Juan Ruiz de Alarcón”, la Academia Hispano Mexicana, el Colegio Madrid, el Patronato Cervantes, la Casa de España en México, antecesora de El Colegio de México, y también el Instituto Luis Vives, este último aún en funcionamiento; su origen está en el deseo de proporcionar un lugar de trabajo a los diversos profesores exiliados (como era el caso de Estrella Cortichs), y al tiempo permitir a los niños españoles educación basada en los valores, creencias y cultura del país europeo del que eran originarios.
También el gobierno mexicano trató de utilizar la mano de obra que le llegaba de España para extender e impulsar la actividad agrícola, y dispersar la población excedente que se quedaba en la Ciudad de México, y es así como surge la Hacienda Santa Clara, en Chihuahua.
También se exiliaron a México mujeres que desempeñaron un papel en la política del país antes y durante la guerra del 36, como fue el caso de Margarita Nelken, Isabel Oyarzábal y Hortensia Blanch Pita, esta última conocida como Silvia Mistral, entre otras.